# American Life (album)
American Life è il nono album in studio dalla cantante statunitense Madonna, pubblicato il 22 aprile 2003 dall'etichetta Maverick Records e distribuito dalla Warner Bros. Records. 
Il disco fu prodotto interamente da Madonna e Mirwais Ahmadzaï ed è caratterizzato da molti riferimenti alla cultura americana: si tratta, difatti, di un concept album che esplora come tematiche il sogno americano e la cultura materialista, in antitesi alla reputazione che Madonna si era guadagnata negli anni Ottanta con il successo internazionale Material Girl. Il disco contiene anche Die Another Day, brano principale della colonna sonora del film su James Bond Agente 007 - La morte può attendere, pubblicato il 22 ottobre 2002 come primo estratto.

## Sviluppo
Madonna ha prodotto il disco avvalendosi della collaborazione di Mirwais Ahmadzaï (lo stesso produttore di Music). La cantante si è espressa sull'influenza di Ahmadzai e sul suo stile di produzione affermando che "Mirwais è una persona molto particolare. La sua influenza su di me, ovviamente, era molto grande: è un grande musicista e un grande chitarrista, ma è anche in grado di usare un programma di sintetizzatori e creare i suoni più belli e futuristici sul computer. È una sorta di genio, sono stata fortunata a lavorarci." Madonna ha iniziato a registrare l'album alla fine del 2001, dopo aver girato il film Travolti dal destino. L'album è stato scritto e registrato in più di un anno e mezzo, diventando la sua più lunga produzione su un album in studio. La registrazione dell'album è stata ultimata a Londra e Los Angeles all'inizio del 2003. Madonna parlando della registrazione della canzone omonima afferma che il produttore Mirwais l'aveva incoraggiata ad un rap spontaneo e che la sequenza di rap presentata nella canzone omonima è stata composta citando gli oggetti materiali che piacevano a lei stessa. Rooksby autore della Complete Guide to the Music of Madonna ha dichiarato che un tema ricorrente della produzione discografica della cantante è stato il testo asciutto e schietto, in un'intervista a Q Madonna ha detto: "Ho avuto venti anni di fama e fortuna, e credo che io abbia il diritto di esprimere un parere su ciò che viene detto e su ciò che non viene detto."

## Descrizione

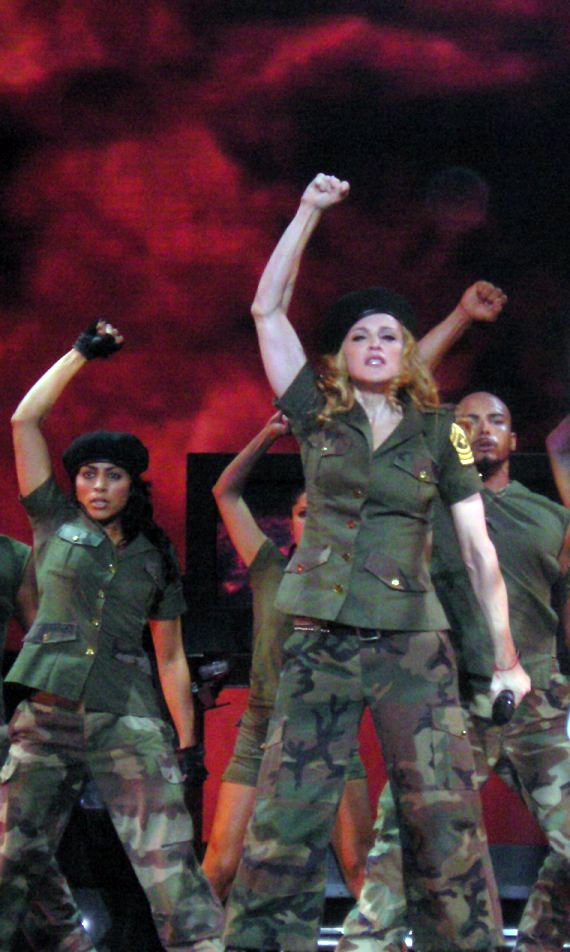
Madonna si esibisce durante il Re-Invention Tour in abiti militari.

Nel disco, uscito in concomitanza con lo scoppio della Guerra in Iraq, Madonna esprime il suo disappunto verso la guerra attraverso la canzone che dà il titolo all'album American Life il cui video-scandalo, ritirato dai canali musicali ancor prima di uscire in segno di rispetto verso i soldati partiti per l'Iraq era ambientato durante un'ironica sfilata di moda in cui i modelli sono vestiti da soldato ed includeva scene violente di guerre, esplosioni e morti. Il messaggio che la popstar aveva tentato di lanciare mediante queste crude immagini è, come lei stessa a suo tempo ha dichiarato, un messaggio contro le stragi nel mondo e soprattutto un invito alla pace.
La copertina dell'album raffigura Madonna in versione Che Guevara che indossa un basco.
Madonna ha prodotto il disco avvalendosi della collaborazione di Mirwais Ahmadzaï (lo stesso produttore di Music) e scrivendo pezzi con Guy Sigsworth, Jacques Lu Cont e Jem (gli ultimi due avevano già collaborato con Madonna per le performance del Drowned World Tour).
L'album con sonorità elettroniche e acustiche sicuramente innovative ha diviso i fan di tutto il mondo: a causa dei giudizi della critica, in termini di vendite, paragonato ai successi precedenti, l'album è stato considerato un flop anche se molti ritengono American Life come uno dei lavori meglio riusciti della cantante.
In questo lavoro Madonna affronta anche temi spirituali e personali: nella canzone X-Static Process racconta il suo rapporto con Gesù Cristo mentre nella canzone Mother and Father racconta il suo dolore per la morte della madre e il risentimento verso il padre che non le riservò l'affetto di cui aveva bisogno.
Dall'album, oltre a Die Another Day, furono estratti altri 4 singoli: American Life, Hollywood, Nothing Fails (fu pubblicato solo il singolo ma non fu mai trasmesso dalle radio né fu prodotto un video) e Love Profusion.
Come singoli promozionali furono pubblicati i brani Nobody Knows Me e Mother And Father.
Negli Stati Uniti American Life fino a luglio 2010 aveva venduto 1 000 000 copie, mentre in Europa ha sfiorato i due milioni di copie. Nel mondo ha venduto in totale circa 5 milioni di copie.

## Tracce
Testi e musiche di Madonna e Mirwais Ahmadzaï eccetto dove indicato.
1. American Life – 4:58
2. Hollywood – 4:24
3. I'm So Stupid – 4:09
4. Love Profusion – 3:38
5. Nobody Knows Me – 4:39
6. Nothing Fails – 4:49 (Madonna, Guy Sigsworth, Jem Griffiths)
7. Intervention – 4:54
8. X-Static Process – 3:50 (Madonna, Stuart Price)
9. Mother and Father – 4:33
10. Die Another Day – 4:38
11. Easy Ride – 5:05 (Madonna, Monte Pittman)

### Esclusioni e demo
- Miss You (Madonna, Mirwais) - la canzone fu registrata durante le sessioni di American Life ma poi scartata dall'album. Alcune strofe sono state riutilizzate per il testo della canzone Like It Or Not dell'album Confessions on a Dance Floor. Il demo trapelò on line nel settembre 2010.
- Set The Right (Madonna, Mirwais) - anche questa fu registrata per American Life ma poi scartata dall'album. Il demo trapelò in rete nel settembre 2010.
- The Game (Madonna, Mirwais) - anche questa fu registrata per American Life ma poi scartata dall'album. Il demo è trapelato on line nel 2010.
- It's Soo Cool (Madonna, Mirwais Ahmadzai, Monte Pittman) - il brano fu inciso durante le sessioni di registrazione dell'album American Life, ma poi non fu inserito nell'album, né nel successivo Hard Candy perché, a detta di Mirwais, era una canzone molto folk, mentre Hard Candy aveva un suono più R&B. Successivamente il brano è stato rielaborato da Madonna e Paul Oakenfold come bonus track su iTunes per la compilation Celebration.
- Can't You See My Mind (Madonna, Mirwais) - registrata e prodotta con Mirwais per il film della saga di James Bond Die Another Day. Secondo alcune fonti potrebbe essere semplicemente un titolo alternativo di Die Another Day.

## Crediti
- Madonna: produttrice, testi, voce, cori, chitarra aucustica
- Mirwais Ahmadzaï: produttore, chitarra acustica, tastiere, programmazione, cori
- Stuart Price: piano, sintetizzatori, tastiere, sequenziamento, programmazione; testo di X-Static Process (scritta con Madonna)
- Paul PDub Walton: tecnico
- George Foster: tecnico del suono
- Rob Haggett, Tom hannen, Jeff Kanan, Tim Lambert, Gabe Sganga, David Treahearn: aiuto tecnici
- Michel Colombier: conduttore
- London Community Gospel Choir: coro in Nothing Fails
- Monte Pittman: chitarra in Easy Ride
- "Young Tim": masterizzazione
- Craig McDean: fotografia
- Nicky Brown: accordi coro
- Michel Colombier: accordi chitarre

## Classifiche

### Classifiche settimanali
| Classifica (2003) | Posizione massima |
| ----------------- | ----------------- |
| Australia         | 3                 |
| Austria           | 1                 |
| Belgio (Fiandre)  | 1                 |
| Belgio (Vallonia) | 1                 |
| Danimarca         | 2                 |
| Finlandia         | 2                 |
| Francia           | 1                 |
| Germania          | 1                 |
| Italia            | 1                 |
| Norvegia          | 1                 |
| Irlanda           | 6                 |
| Nuova Zelanda     | 2                 |
| Paesi Bassi       | 3                 |
| Polonia           | 4                 |
| Portogallo        | 10                |
| Regno Unito       | 1                 |
| Spagna            | 87                |
| Stati Uniti       | 1                 |
| Svezia            | 1                 |
| Svizzera          | 1                 |
| Ungheria          | 3                 |

### Classifiche di fine anno
| Classifica (2003) | Posizione |
| ----------------- | --------- |
| Italia            | 35        |